# ميشيل بولدوك
ميشيل بولدوك هو لاعب هوكي جليد كندي، ولد في 13 مارس 1961 في L'Ange-Gardien, Capitale-Nationale ‏ في كندا.

## وصلات خارجية
- ميشيل بولدوك على موقع دوري الهوكي الوطني (الإنجليزية)
- ميشيل بولدوك على موقع EliteProspects.com (الإنجليزية)
- ميشيل بولدوك على موقع HockeyDB.com (الإنجليزية)
- ميشيل بولدوك على موقع Hockey-Reference.com (الإنجليزية)